# Hugo Quintana
Hugo Quintana (Asunción, Paraguay; 10 de noviembre de 2001) es un futbolista paraguayo. Juega como Centrocampista y su equipo actual es el Club Olimpia, de la Primera División de Paraguay.

## Estadísticas

### Clubes
Actualizado hasta su último partido disputado el 3 de agosto de 2025.
| Club                         | Div.          | Temporada     | Liga  | Liga  | Liga   | Copas nacionales | Copas nacionales | Copas nacionales | Torneos internacionales | Torneos internacionales | Torneos internacionales | Total | Total | Total  |
| Club                         | Div.          | Temporada     | Part. | Goles | Asist. | Part.            | Goles            | Asist.           | Part.                   | Goles                   | Asist.                  | Part. | Goles | Asist. |
| ---------------------------- | ------------- | ------------- | ----- | ----- | ------ | ---------------- | ---------------- | ---------------- | ----------------------- | ----------------------- | ----------------------- | ----- | ----- | ------ |
| Club Olimpia Paraguay        | 1.ª           | 2018          | 11    | 2     | 2      | 3                | 1                | 0                | —                       | —                       | —                       | 14    | 3     | 2      |
| Club Olimpia Paraguay        | 1.ª           | 2019          | 18    | 1     | 1      | 1                | 0                | 1                | —                       | —                       | —                       | 19    | 1     | 2      |
| 12 de Octubre F. C. Paraguay | 1.ª           | 2020          | 1     | 0     | 0      | —                | —                | —                | —                       | —                       | —                       | 1     | 0     | 0      |
| 12 de Octubre F. C. Paraguay | Total club    | Total club    | 1     | 0     | 0      | 0                | 0                | 0                | 0                       | 0                       | 0                       | 1     | 0     | 0      |
| Club Olimpia Paraguay        | 1.ª           | 2021          | 12    | 2     | 0      | 1                | 0                | 0                | 7                       | 1                       | 0                       | 20    | 3     | 0      |
| Club Olimpia Paraguay        | 1.ª           | 2022          | 16    | 3     | 3      | —                | —                | —                | 13                      | 1                       | 0                       | 29    | 4     | 3      |
| Club Olimpia Paraguay        | 1.ª           | 2023          | 32    | 2     | 4      | —                | —                | —                | 6                       | 0                       | 0                       | 38    | 2     | 4      |
| Club Olimpia Paraguay        | 1.ª           | 2024          | 7     | 0     | 0      | —                | —                | —                | —                       | —                       | —                       | 7     | 0     | 0      |
| Liverpool F. C. · Uruguay    | 1.ª           | 2024          | 14    | 2     | 0      | —                | —                | —                | —                       | —                       | —                       | 14    | 2     | 0      |
| Liverpool F. C. · Uruguay    | 1.ª           | 2025          | 22    | 6     | 5      | —                | —                | —                | —                       | —                       | —                       | 22    | 6     | 5      |
| Liverpool F. C. · Uruguay    | Total club    | Total club    | 36    | 8     | 5      | 0                | 0                | 0                | 0                       | 0                       | 0                       | 36    | 8     | 5      |
| Club Olimpia Paraguay        | 1.ª           | 2025          | 6     | 3     | 2      | —                | —                | —                | —                       | —                       | —                       | 6     | 3     | 2      |
| Club Olimpia Paraguay        | Total club    | Total club    | 101   | 13    | 12     | 5                | 1                | 1                | 26                      | 2                       | 0                       | 132   | 16    | 13     |
| Total carrera                | Total carrera | Total carrera | 138   | 21    | 17     | 5                | 1                | 1                | 26                      | 2                       | 0                       | 169   | 24    | 18     |
| 1. 2.                        |               |               |       |       |        |                  |                  |                  |                         |                         |                         |       |       |        |

## Palmarés

### Torneos nacionales
| Título             | Club            | País     | Año    |
| ------------------ | --------------- | -------- | ------ |
| Primera División   | Club Olimpia    | Paraguay | A-2018 |
| Primera División   | Club Olimpia    | Paraguay | C-2018 |
| Primera División   | Club Olimpia    | Paraguay | A-2019 |
| Primera División   | Club Olimpia    | Paraguay | C-2019 |
| Copa Paraguay      | Club Olimpia    | Paraguay | 2021   |
| Supercopa Paraguay | Club Olimpia    | Paraguay | 2021   |
| Primera División   | Club Olimpia    | Paraguay | C-2022 |
| Primera División   | Liverpool F. C. | Uruguay  | A-2025 |

### Distinciones individuales
| Distinción             | Año  |
| ---------------------- | ---- |
| Jugador Revelación APF | 2018 |

- Datos: Q55500738